# Aluberht
Aluberht (auch Ealubeorht; † zwischen 772 und 780) war Bischof von Selsey. Er wurde zwischen 747 und 765 geweiht und trat sein Amt im gleichen Zeitraum an. Er starb zwischen 772 und 780.